# 兵庫県自治賞
兵庫県自治賞（ひょうごけんじちしょう）、兵庫県が設けている知事表彰。本項では同じく兵庫県の知事表彰となっている兵庫県くすのき賞、兵庫県こうのとり賞、兵庫県のじぎく賞についても述べる。いずれも兵庫県内の県民局及び県民センターの区域（神戸、阪神南、阪神北、東播磨、北播磨、中播磨、西播磨、但馬、丹波、淡路）ごとに表彰される。

## 各賞

### 兵庫県自治賞
「自治の精神に基づき、明るく住みよい社会づくりに貢献し、その功績が優れた者」を表彰対象とする。1975年（昭和50年）6月創設。

### 兵庫県こうのとり賞
「自律の心に根ざし、参画と協働により地域づくりに貢献し、その功績が優れた個人」を表彰対象とする。1990年（平成2年）6月創設。

### 兵庫県くすのき賞
「ボランティア活動等を通じ人間連帯の輪を広げ、こころ豊かな地域社会又は職域づくりに貢献し、その功績が優れている団体」を表彰対象とする。1972年（昭和47年）5月創設。

### 兵庫県のじぎく賞
個人か団体かを問わず身近な善行を表彰対象とする。1963年（昭和38年）創設。